# Георги Батаклиев
Георги Петров Батаклиев е български преводач на творби от антични автори, както и на редица византийски и западни извори за средновековната българска история. Георги Батаклиев си поделя с Александър Ничев славата на най-значим преводач на антична поезия в България.

### Книги
- Кратка антична митология. София, 1945.
- Антична митология. Справочник. София, 1985.
- Антични крилати думи. Малка енциклопедия. Варна, 1994.

### Преводи
- Подбрани извори за историята на Византия. София, 1956, 1963, 1970, 1974.
- Апулей, Златното магаре. София, 1961, 1975, 1976, 1984.
- Богомилството в България, Византия и Западна Европа в извори. София, 1967.
- Преводи на Теодор Продром и Йоан Кинам. Гръцки извори за българската история, т. VII. София, 1967.
- Омир, Одисея. София, 1971, 1981, 1995.
- Овидий, Метаморфози. София, 1974, 1981.
- Вергилий, Буколики, Георгики, Енеида. София, 1980.
- Преводи на Евтимий монах, Евтимий Зигавин и патриарх Герман. Гръцки извори за българската история, т. X. София, 1980.
- Преводи на папа Хонорий III, папа Инокентий IV, Тайната книга и Видение на Исая. Латински извори за българската история, т. IV. София, 1981.
- Хелиодор, Етиопска повест, или Теаген и Хариклея. София, 1982.
- Хораций, Поетическо изкуство. София, 1983.
- Звезден венец. Римски поети (Катул, Тибул, Проперций, Овидий). София, 1987.
- Орфей, Химни, Аргонавтика. Пловдив, 1989.
- Хораций, Събрани творби. София, 1992.
- Овидий, Елегии. Любовни елегии, Героини, Любовно изкуство, Средства против любовта, Тъги, Писма от Понта. София, 1994.